# Побег в тумане
«Побег в тумане» (англ. Escape in the Fog) — фильм нуар режиссёра Бадда Беттикера, который вышел на экраны в 1945 году.
Фильм рассказывает о секретном правительственном агенте (Уильям Райт), который с помощью военной медсестры (Нина Фох) вступает в борьбу с сетью иностранных шпионов в Сан-Франциско.
Большинство критиков положительно оценило картину как быстрый, увлекательный и недорогой триллер категории В.
Это была пятая картина молодого режиссёра Бадда Беттикера, который в 1950-е годы прославится серией вестернов с участием Рэндольфа Скотта.

## Сюжет
Военная медсестра Эйлин Карр (Нина Фох), которая служила на тихоокеанском флоте, после курса лечения проводит отпуск в загородном пансионате «Рустик Делл» недалеко от Сан-Франциско. Ночью ей снится страшный сон, в котором она бредёт туманной ночью по мосту «Золотые ворота», видя, как останавливается такси, из которого двое мужчин вытаскивают из такси третьего, и собираются его зарезать. От страха Эйлин издаёт громкий крик, на который прибегают управляющий гостиницы и один из постояльцев, Барри Малкольм (Уильям Райт), увидев которого Эйлин узнаёт в нём жертву покушения из своего сна. На следующее утро за завтраком Эйлин рассказывает Барри, что она проходит реабилитацию после психологического шока, который испытала, когда её госпитальное судно было потоплено в ходе боя. Барри уклончиво отвечает на вопрос о роде своих занятий, намекая лишь, что имеет дело с психологией и словами, которые бывают посильнее оружия. В этот момент по телефону его приглашают на встречу в Сан-Франциско, и он предлагает Эйлин поехать на несколько дней вместе с ним, чтобы немного развлечься в большом городе. В пансионате за Барри следит некто по имени Джордж Смит (Эрни Адамс), который по телефону сообщает о его планах своему боссу, владельцу мастерской по ремонту часов «Золотые ворота» Шиллеру (Константин Шейн). По прибытии в город Барри, оставив Эйлин в автомобиле, встречается в особняке со своим шефом Полом Девоном (Отто Крюгер), который руководит сетью тайных правительственных агентов, действующих под прикрытием в странах Азии. Во время встречи Девон поручает Барри выехать вечером в Гонконг для координации работы действующей там подпольной группы, планирующей серию акций против японских оккупационных сил. Девон передаёт Барри сверхсекретный пакет со списком действующих в Японии двойных агентов, предупреждая, что этот пакет ни в коем случае не должен попасть в руки врага. Он инструктирует Барри, что того от гостиницы «Камберленд» в Сан-Франциско сегодня в 10.30 вечера заберёт такси. После ухода Барри в дом Девона приходит Шиллер, который несколько дней назад ремонтировал старинные напольные часы в гостиной его дома. Под предлогом того, что необходимо кое-что отладить в механизме, он проходит в дом, где во время ремонта незаметно извлекает из часового механизма звукозаписывающий цилиндр. Вернувшись в мастерскую, Шиллер со своими подручными Смитом и Хаусмером (Иван Тризо) прослушивает запись разговора Девона и Барри, выясняя суть его задания, после чего ставит задачу завладеть списком агентов. Шпионы устанавливают постоянное наблюдение за Барри, прослеживая его путь до гостиницы «Камберленд». Вечером во время ужина в клубе «Караван» Барри практически объясняется Эйлин в любви, после чего сообщает, что вечером должен срочно уехать по делам.
По возвращении в гостиницу Барри просит Эйлин подождать его в холле, пока он поднимется в номер за своими вещами. Тем временем, выдавая себя за Барри, Смит по телефону через швейцара отменяет заказ прибывшему за Барри таксисту, подгоняя в дверям гостиницы собственное такси. Перед тем, как сесть в такси, Барри трогательно прощается с Эйлин, после чего уезжает. Эйлин охватывает смутная тревога, и когда она, задумавшись, переходит дорогу, в тумане её задевает проезжающий автомобиль. В результате падения Эйлин вдруг вспоминает свой недавний ночной кошмар, узнавая в одном из людей, севших с Барри в такси, человека, который пытался убить его на мосту. Немедленно приехав к Девону, Эйлин пытается рассказать ему о своём сне и о том, что только что произошло, однако тот не верит ей и, более того, вообще отрицает, что знаком с Барри. Не добившись от него помощи, Эйлин убегает на мост «Золотые ворота», чтобы предотвратить убийство Барри. Однако после её ухода, Девону сообщают по телефону, что Барри пропал. Добравшись до того места на мосту, которое она видела во сне, Эйлин видит, как останавливается такси и из него двое мужчин выводят Барри, собираясь избавиться от него. Во время драки Барри удаётся вырвать пакет и незаметно выбросить его с моста. Видя, что Барри собираются убить, Эйлин кричит, и находящийся невдалеке сотрудник охраны моста прибегает ей на помощь, открывая огонь. Преступники бросают Барри, и, не обнаружив пакета, быстро садятся в машину и уезжают. Барри и Эйлин немедленно направляются к начальнику порта с просьбой обыскать акваторию в том районе, где могло оказаться письмо, однако результаты поиска ничего не дают. Тогда Эйлин вспоминает, что в момент драки слышала гудок проходящего под мостом судна, и, возможно, пакет упал на его палубу. Барри вновь обращается к директору порта, однако тот отрицает, что в то время под мостом проплывало какое-либо судно. На самом деле в этот момент под мостом проходил секретный экспериментальный корабль ВМС США, о котором директору порта было запрещено кому-либо сообщать. Барри звонит своему знакомому агенту спецслужб с просьбой выяснить для него, не было ли передвижения каких-либо судов под мостом во время драки. Тем временем после доклада Смита, проследившего за визитом Барри в офис начальника порта, Шиллер догадывается, что пакет мог упасть на палубу одного из проходящих кораблей. Он размещает объявление в одной из газет с просьбой вернуть пакет за вознаграждение. Тем временем знакомый агент через доверенных людей передаёт Барри записку с названием интересующего его корабля, который пришвартован в порту Хаф Мун Бэй недалеко от Сан-Франциско. Прочитав записку, Барри рвёт её на мелкие кусочки, которые убирает в свою сумочку Эйлин. Оставив Эйлин в холле гостиницы, Барри направляется в Хаф Мун Бэй. Ожидая возвращения Барри, Эйлин читает газету, где видит рекламное объявление с просьбой вернуть пакет. Она звонит по указанному номеру, где её приглашают в мастерскую Шиллера. Там её хватают и привязывают к стулу, после чего находят в её сумочке кусочки записки, выясняя, где находится корабль.
Шиллер проникает в пустой кабинет начальника порта, откуда звонит в полицию Хаф Мун Бей, и от имени начальника порта требует немедленно доставить пакет в его офис. Дежурный сержант полиции высылает мотоциклиста с пакетом в Сан-Франциско. В этот момент в полицейском участке появляется Барри. Узнав, что пакет отправлен в офис начальника порта Сан-Франциско, Барри предъявляет своё удостоверение федерального агента, после чего требует немедленно выставить посты и задержать мотоциклиста. Полицейский блокпост вскоре задерживает курьера и пакет возвращают Барри. Вернувшись в свой гостиничный номер, Барри обнаруживает на столе записку с требованием отдать пакет в обмен на жизнь Эйлин. Ему предлагается немедленно прибыть с пакетом в часовую мастерскую «Золотые ворота» в Китайском квартале. Тем временем Девон замечает, что ценные напольные часы после ремонта остановились, и открыв крышку механизма, находит там звукозаписывающее устройство. Девон направляет полицию в часовую мастерскую для захвата Шиллера. Однако Барри уже приезжает в мастерскую, где его встречает Смит, который разоружает агента и под дулом пистолета провожает его в тайную комнату, где содержится Эйлин. Забрав у Барри пакет, Шиллер и Смит приковывают его за ногу к столу, после чего открывают газ и скрываются. Барри дотягивается до одного из лежащих на полке увеличительных стёкол на котором царапает надпись «Да здравствует Япония», после чего прикладывает его к окну и подсвечивает с помощью зажигалки. Проходящие мимо молодые китайцы, которые ненавидят японских оккупантов, мусорным баком разбивают витрину, на которой высветилась надпись. В этот момент прибывает полиция во главе с Девоном. Начинается преследование Шиллера и Смита, которых в густом тумане загоняют на крышу дома. Пока полиция обследует дворы, Барри с оружием забирается на крышу. Шиллер говорит Смиту, что он с пакетом должен уйти, и для этого Смит должен прикрыть его отход. Тот открывает стрельбу по полицейским внизу. В этот момент между ними появляется Барри, провоцируя обоих открыть огонь, после чего быстро прячется. Не разобрав в тумане, кто есть кто, Шиллер и Смит стреляют на звук голоса, случайно убивая друг друга. После завершения операции Барри и Элейн возвращаются на мост, где обнимают и целуют друг друга.

## В ролях
- Отто Крюгер — Пол Девон
- Нина Фох — Эйлин Карр
- Уильям Райт — Барри Малкольм
- Константин Шейн — Шиллер
- Иван Тризо — Хаусмер, подручный Шиллера
- Эрни Адамс — Джордж Смит
- Хейни Конклин — свидетель происшествия (в титрах не указан)

## Создатели фильма и исполнители главных ролей
Согласно информации «Голливуд Репортер», первоначально режиссёром фильма должен был стать Уильям Касл, а на главную женскую роль планировалась Линн Меррик, однако позднее из сменили Бадд Беттикер и Нина Фох соответственно.
Как отмечает современный историк кино Джереми Арнольд, режиссёра фильма Бадда Беттикера более всего знают и помнят по серии вестернов с Рэндольфом Скоттом, таким как «Семеро должны умереть» (1956), «Большой страх» (1957) и «Скачущий в одиночку» (1959). Однако, как пишет Арнольд, за «многие годы до того Беттикер осваивал профессию режиссёра постановкой фильмов категории В на студиях Columbia, Eagle-Lion и Monogram», и этот фильм был уже пятым у режиссёра. В титрах фильма Беттикер указан под своим родным именем «Оскар Беттикер-младший». Он начнёт использовать имя «Бадд Беттикер» на экране только в 1951 году, начиная с фильма «Тореадор и леди», который стал его первым по-настоящему крупным успехом.
Главные роли в фильме исполнили Уильям Райт и Нина Фох. С Райтом Беттикер познакомился, когда ставил свой первый фильм «Одна таинственная ночь» (1944) из серии картин о частном детективе с криминальным прошлым по прозвищу Бостонский Блэки. По мнению Арнольда, «Райт был невыдающимся актёром, который на протяжении своей карьеры охватившей 1940-е годы, сыграл в 45 фильмах, и практически все эти фильмы были категории В. Райт умер в 1949 году в возрасте 38 лет от рака».
«Побег в тумане» был одиннадцатым фильмом актрисы Нины Фох. Как отмечает Арнольд, несколько месяцев спустя она сыграет главную роль «в одном из самых известных фильмов категории В „Меня зовут Джулия Росс“ (1945) режиссёра Джозефа Льюиса, который по своему таланту не уступал Беттикеру». В дальнейшем Фох играла в фильмах и телепрограммах более высокого уровня, получив номинацию на «Оскар» за роль второго плана в фильме «Номер для директоров» (1954) и «Эмми» за эпизодическую роль в телесериале «Лу Грант» (1980), а позднее стала признанным педагогом актёрского мастерства. Она умерла в 2008 году. По мнению Арнольда, «Фох даёт сценарию фильма намного более качественную трактовку, чем он есть на самом деле, благодаря чему и сам фильм становится лучше».
Как далее пишет критик, «хотя Райт и Фох получают большинство экранного времени, на первое место в титрах поставлен Отто Крюгер, необыкновенно привлекательный характерный актёр, который специализировался на очаровательных, изысканных злодеях. Он как обычно очень хорош, но у него не так уж много работы». Критик также обращает внимание на Айвана Трайсо, эстонского актёра, который «вскоре станет хорошо знаком поклонникам кино главным образом благодаря ролям иностранных злодеев». Свою самую памятную роль одного из немецких шпионов он сыграет в триллере Альфреда Хичкока «Дурная слава» (1946).

## Оценка фильма критикой

### Общая оценка фильма
Как пишет Джереми Арнольд, после премьеры фильма в мае 1945 года журнал Variety дал ему положительный отзыв, назвав «изящным шпионским триллером» с «крепкими производственными качествами». Далее в рецензии отмечалось, что «Беттикер придал сюжету быстрое, напряжённое направление, превратив его в первоклассный второй фильм для сдвоенных киносеансов. Интерес картине обеспечивают сценарий и хорошая актёрская игра на фоне туманного Сан-Франциско и военной интриги… Райт и мисс Фох составляют отличную команду с хорошей игрой, а Шэйн, Трайсо и Адамс умело справляются с ролями угрожающих персонажей».
Современные киноведы также оценивают фильм позитивно. Спенсер Селби отметил мистический аспект фильма, в котором «медсестре снится убийство, после чего она встречает жертву убийства в реальной жизни», Сандра Бреннан обратила внимание на то, что «у медсестры начинаются странные предчувствия надвигающегося убийства, и её интуиция настолько сильна, что вскоре она находит предполагаемую жертву и пытается её спасти».
Майкл Кини написал, что «несмотря на надуманную посылку о вещем кошмарном сне, это довольно приятный нуар с хорошей игрой Фох и Райта», а, по мнению Дениса Шварца, это «крепкий шпионский триллер категории В», «который доставляет большое наслаждение», благодаря тому, что «хорошо произведён, хорошо сыгран и имеет напряжённую историю».
Пол Мэвис называет картину «проворным маленьким шпионским фильмом с лёгкими намёками на сверхъестественное». По мнению критика, «картина понравится скорее любителям фильмов категории В, чем поклонникам культа Беттикера, так как выполнена чисто, но абсолютно безличностно». Ленту можно назвать «успешным образцом мейнстримовского стремительного фильма категории В», у которого нет «никакого жира, никаких приукрашиваний. Лишь чистое, анонимное изложение истории согласно сценарию, выполненное самым быстрым и эффективным способом, который только возможен, где время не тратится на прописывание персонажей и заполнение сюжетных дыр». По мнению Мэвиса, «самый большой недостаток фильма проистекает из его сущности как фильма категории В, когда просто нет времени на то, чтобы дать адекватное развитие истории и персонажам. Все шпионские проделки в фильме довольно обыденны», однако есть и приятные исключения, в частности, когда персонаж Райта, будучи запертым в часовой мастерской, подаёт «забавный сигнал об опасности». Обращает на себя внимание и такой, потенциально выигрышный момент фильма, как способность Фох к «сверхъестественным предчувствиям», который обозначен в самом начале, но в дальнейшем «полностью игнорируется», и в итоге, «эта сюжетная грань оказывается совершенно избыточной, так как ни к чему не ведёт». Критик также обратил внимание на то, что «неженатые персонажи Фох и Райта вдвоём отправляются на неделю в Сан-Франциско», что по меркам того времени можно было рассматривать как вызов Производственному кодексу. Как полагает Мэвис, «если исключить эти отклонения, то картина стала бы одним из многих аналогичных фильмов категории В того времени — быстрых, умеренно увлекательных, но совершенно непримечательных».
Арнольд считает, что «фильм оставляет ощущение сделанного в быстром темпе, умеренно интригующего эпизода телесериала, где хорошие и плохие парни вынашивают свои планы, разоблачают друг друга и несколько раз сталкиваются лицом к лицу». Однако, как пишет киновед, «хотелось бы, чтобы плохие парни были бы немного более искусными в своём коварстве, а драматизм был бы немного острей». Самым интересным приёмом этого фильма, по мнению Арнольда, «является сон, но в конце концов, этот приём не очень-то себя оправдывает. Содержание сна разыгрывается в реальности, но это случается в середине фильма, и способность героини Фох к предчувствиям более не упоминается и никак не используется. Если бы было по-другому, окончательный результат мог бы стать чем-то большим, чем просто рутинная шпионская история». Критик также обратил внимание на «использование тумана для создания клаустрофобного и отчасти иллюзорного эффекта», что, по его мнению, «является, вероятно, самой интересной визуальной стороной фильма».
С другой стороны, историк кино Артур Лайонс невысоко оценил картину, заключив, что «этот незначительный фильм категории В обращает на себя внимание только тем, что его режиссёром был Беттикер, который в дальнейшем поставил нуары „За закрытыми дверями“ (1948) и „Убийца на свободе“ (1956), а также несколько хорошо принятых вестернов 1950-х годов с Рэндольфом Скоттом в главной роли».

### Оценка работы режиссёра и творческой группы
Как отметил Пол Мэвис, эта картина является «примером ранней работы Беттикера, которая (по словам самого Беттикера) не несёт его индивидуального режиссёрского почерка, и является чем-то лишь чуть более значимым, чем тренировка для молодого режиссёра». Арнольд дополняет, что «было бы натяжкой попытаться обнаружить отпечаток визуального стиля Беттикера в этом фильме. Его более зрелые поздние работы предлагают живые и увлекательные пространственные взаимоотношения между персонажами в кадре и на фоне пейзажа, но здесь этого нет. Вместо этого вы имеете режиссёра, который пытается собрать воедино живой маленький фильм категории В».
По словам критика, «для Беттикера его ранние фильмы категории В были просто тренировочной площадкой». Как написал позднее сам режиссёр в своих мемуарах «В опале»: «Всё, связанное с моими первыми пятью фильмами на Columbia, было учёбой. Эти маленькие чёрно-белые картины делались за 12 дней и 100 тысяч долларов… Генеральный продюсер студии Гарри Кон поставлял мне высококлассных операторов старой школы. Предполагалось, что они будут мне помогать, но вскоре я понял, что они здесь для того, чтобы кое-чему меня научить и показать мне то, насколько глубоко я заблуждался в отношении всего того, что я собирался осуществить. Не поймите меня неправильно, все они были замечательными джентльменами. Но я был молод, зелен и дерзок, и потому не мог толком работать со взрослыми операторами. Тогда я изобрёл особую систему работы с ними. Когда кто-либо из них спрашивал меня о съёмке, которую я просил, я просто тряс головой, хлопал его по руке и говорил: „Вы действительно не понимаете, что я пытаюсь сделать?“ Затем я уходил. Конечно, в большинстве случаев они были правы, а я неправ, и я чувствовал это. Но если режиссёр сознаётся в своей неправоте, то рискует между делом растерять свой авторитет. Так что я создавал его обманным путём… Я действительно сделал эти первые пять картин обманным путём, демонстрируя много ложной уверенности».